# Jan E. Eriksson
Jan Evert Eriksson, född 9 maj 1940 i Enskede församling, Stockholm, död 8 januari 1986 i Kungsbacka, var en svensk banktjänsteman och ämbetsman.
Jan Eriksson avlade högre bankexamen 1967. Han var anställd i Götabanken 1960–1971. Eriksson blev kreditchef vid Rederi AB Transatlantic 1971, kamrer och biträdande distriktschef för Götabanken i Kungälv 1972, valutachef vid Rederi AB Transatlantic 1973 samt ekonomi- och finansdirektör där 1975. Han var direktör och kanslichef för Nämnden för fartygskreditgarantier 1977–1980 och generaldirektör för Luftfartsverket 1980–1981. Han utsågs 1982 till verkställande direktör för Broströms rederi.